# 石田種生
石田 種生（いしだ たねお、1929年4月11日 - 2012年4月30日）は、昭和後期から平成にかけての舞踊家、振付師。島根県大田市出身。

## 年表
- 1929年<昭和4年> 島根県大田市の料亭・仁万屋の五男として生まれる。
- 1950年<昭和25年>慶應義塾大学文学部美学科に入学。演劇研究会に入部。舞踊家・伊藤道郎から初めてダンスを学ぶ。 慶應義塾大学内に「バレエ研究会」を設立。松山バレエ団の松山樹子らに師事。
- 1952年<昭和27年>服部・島田バレエ団に入団。
- 1953年<昭和28年>服部・島田バレエ団を退団。青年バレエグループを結成。
- 1954年<昭和29年>慶應義塾大学を卒業。松山バレエ団に男性第一舞踊手として入団。
- 1955年<昭和30年>『白毛女』の台本・振付・主演により舞踊家としてデビュー。
- 1958年<昭和33年>松山バレエ団の中国公演で『白毛女』の主演。
- 1963年<昭和38年>『枯野』『砂の城』『影武者』の三部作を発表。
- 1968年<昭和43年>松山バレエ団を退団。東京シティ・バレエ団を創設。
- 1969年<昭和44年>『女面』を発表。
- 1970年<昭和45年>文化庁派遣在外芸術研究員として1年間、欧米諸国をめぐる。
- 1971年<昭和46年>改訂版『白鳥の湖』、『エスメラルダ』を発表。
- 1975年<昭和50年>『お夏清十郎』を発表。
- 1978年<昭和53年>韓国国立バレエ団に招聘され、『シンデレラ』を振付・演出。
- 1983年<昭和58年>『耳なし芳一』を発表。文化庁舞台術術創作奨励賞を受賞。
- 1986年<昭和61年>『挽歌』を発表。第3回埼玉国際創作舞踊大賞選考フエスティバルで最優秀賞を受賞。
- 1988年<昭和63年>橘秋子特別賞を受賞。3月16日、交通事故にあい、瀕死の重傷を負う。
- 1990年<平成2年>バレエ界に復活。広島合同バレエ祭で『ライン』を発表。
- 1992年<平成4年>アメリカ・コロラド・バレエ団の招聘で『エスメラルダ』を改定上演。
- 1993年<平成5年>NHKドキュメンタリー『死の淵からの挑戦』が放映される。
- 1995年<平成7年>終戦50年を機に『ヒロシマのレクイエム-うしろの・しょうめん・だあれ』を発表。
- 1996年<平成8年>ニムラ舞踊賞、東京新聞舞踊芸術賞を受賞。
- 1997年<平成9年>紫綬褒章を受章。
- 2000年<平成12年>『風花』を振付。
- 2003年<平成15年>勲四等旭日小綬章を受章。
- 2006年<平成18年>『桜の園』を日本舞踊と共同振付。
- 2012年<平成24年>肺癌により永眠。83歳。